# مارغريت ملكة صقلية
مارغريت من نافاري (تقريبًا 1128 - 12 أغسطس 1183) كانت ملكة صقلية القرينة خلال عهد ويليام الأول (1154-1166) والوصية على عرش ابنهما ويليام الثاني.